# Sevastopol (Wisconsin)
 (décembre 2022).
Sevastopol est une ville américaine située dans le comté de Door au Wisconsin.